# Distrito de Fort-de-France
El distrito de Fort-de-France es un distrito (en francés arrondissement) de Francia, que se localiza en el département Martinica (en francés Martinique), de la région Martinica. Cuenta con 16 cantones y 4 comunas.
La capital de un departamento se llama subprefectura (sous-préfecture). Cuando un departamento contiene la prefectura (capital) del departamento, esa prefectura es la capital del distrito, y se comporta tanto como una prefectura como una subprefectura.

## División territorial

### Cantones
Los cantones del distrito de Fort-de-France son:
1. Cantón de Fort-de-France-1
2. Cantón de Fort-de-France-2
3. Cantón de Fort-de-France-3
4. Cantón de Fort-de-France-4
5. Cantón de Fort-de-France-5
6. Cantón de Fort-de-France-6
7. Cantón de Fort-de-France-7
8. Cantón de Fort-de-France-8
9. Cantón de Fort-de-France-9
10. Cantón de Fort-de-France-10
11. Cantón de Le Lamentin-1-Sur-Burgo
12. Cantón de Le Lamentin-2-Norte
13. Cantón de Le Lamentin-3-Este
14. Cantón de Saint-Joseph
15. Cantón de Schœlcher-1
16. Cantón de Schœlcher-2

### Comunas
| 1. Fort-de-France (97209) | 2. Le Lamentin (97213) | 3. Saint-Joseph (97224) | 4. Schoelcher (97229) |